# Batatais
Batatais  é um município brasileiro no interior do estado de São Paulo. Pertencente a Região Metropolitana de Ribeirão Preto (RMRP) e é um dos vinte e seis municípios que integram a Região Imediata de Ribeirão Preto, distando 355 km a noroeste da capital estadual. Localiza-se a uma latitude 20º53'28" sul e a uma longitude 47º35'06" oeste, estando a uma altitude de 862 metros. Possui uma área de 851 km² e abriga uma população de 59 873 habitantes, sendo assim o 124º mais populoso do estado de São Paulo. Está a 750 quilômetros de Brasília, capital federal. Sua área representa 0,3427 % do estado de São Paulo, 0,092 % da região Sudeste e 0,01 % de todo o território brasileiro. Desse total 7,5068 km² estão em perímetro urbano. A temperatura média anual é de 21 °C. e na vegetação do município predomina o cerrado.

## Estância turística
Batatais é um dos 29 municípios paulistas considerados estâncias turísticas pelo Estado de São Paulo, por cumprirem determinados pré-requisitos definidos por Lei Estadual. Tal status garante a esses municípios uma verba maior por parte do Estado para a promoção do turismo regional. Com isso, o município adquire o direito de agregar junto a seu nome o título de estância turística, termo pelo qual passa a ser designado tanto pelo expediente municipal oficial quanto pelas referências estaduais. Recebeu esse título em 23 de dezembro de 1994 através da Lei Estadual 8.993.

## História

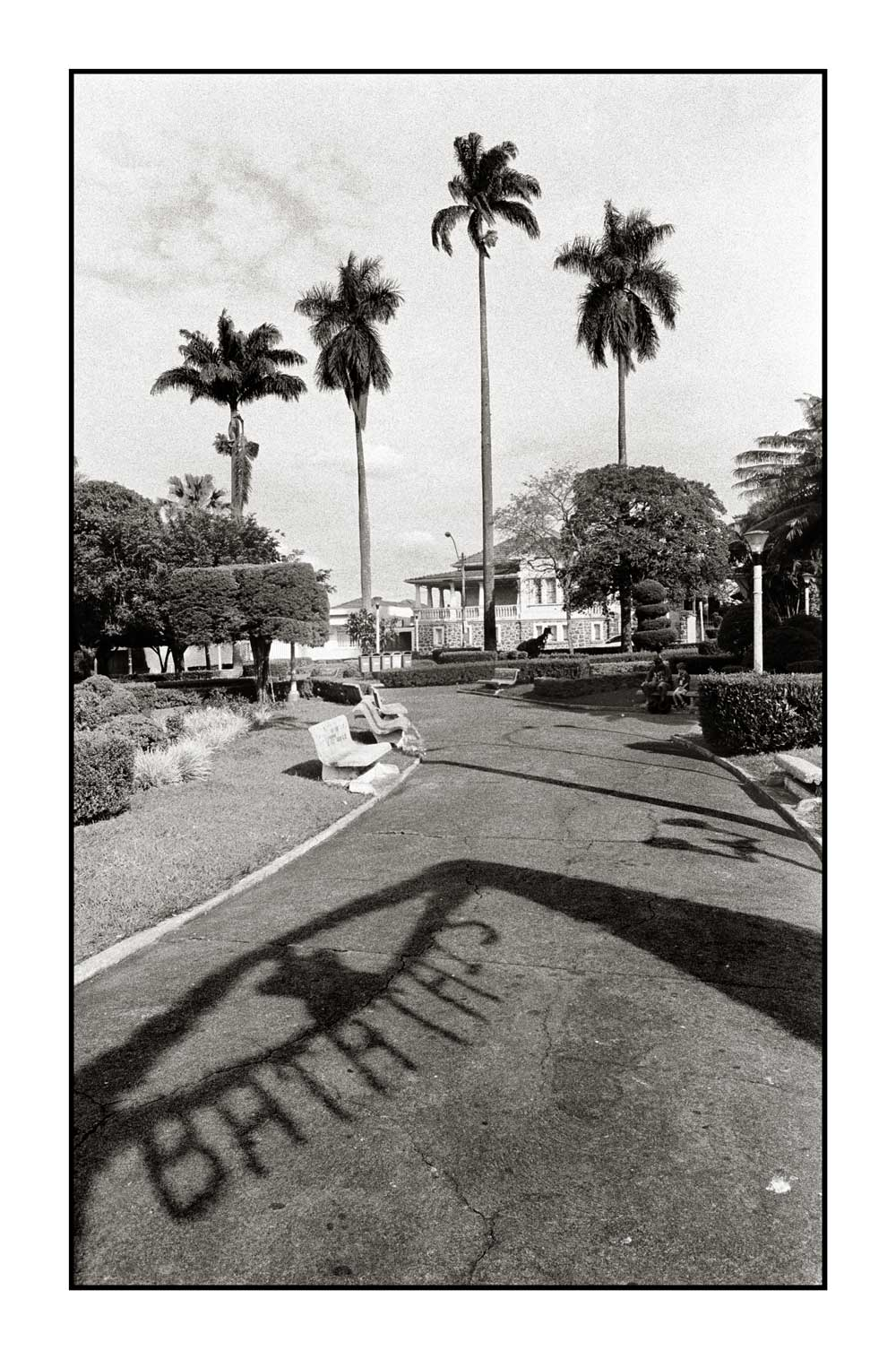
Batatais

### Primeiros povoamentos e presença Kayapó
Os testemunhos arqueológicos mais antigos já identificados na região de Batatais datam de cerca de 3.400 anos atrás, sendo oriundos do sítio Corredeira (município de Serra Azul). Contudo, de acordo com as pesquisas arqueológicas mais recentes, o nordeste paulista vem sendo ocupado por grupos ameríndios há pelo menos 8.000 anos. De todo modo, é consenso entre os pesquisadores que os vales dos rios Sapucaí, Pardo e Grande, bem como os topos e vertentes dos morros da região, forneciam alimento e matéria-prima em abundância para estes primeiros habitantes, os quais produziam uma grande variedade de ferramentas líticas lascadas e polidas. Esses objetos, produzidos a partir de rochas como o silexito e o quartzo, são frequentemente associados às tradições tecnológicas Umbu e Humaitá, o que indicaria um conhecimento técnico compartilhado com outros grupos de regiões geográficas mais afastadas.
Por outro lado, os primeiros grupos indígenas produtores de cerâmica só teriam alcançado a região nordeste paulista no primeiro século da era Cristã. Embora geralmente associados à Tradição Aratu, no vale do rio Pardo também foram identificados evidências de cerâmica Tupiguarani. A aparição desses grupos na região, os quais já praticavam o cultivo do milho e da mandioca através do método da coivara, bem como sua relação com os grupos anteriores, ainda é objeto de estudo. Mais numerosos do que os grupos pré-ceramistas, mudavam a localização dos assentamentos conforme a fertilidade das terras se esgotava. De acordo com a maior parte dos pesquisadores, provavelmente deles descendem os atuais indígenas falantes de línguas filiadas aos troncos Macro- Jê e Tupi-Guarani. Em Batatais há dois sítios arqueológicos (Batatais I e Batatais II) associados a estes grupos indígenas ceramistas, ambos a menos de um quilômetro das margens do rio Sapucaí-Mirim e com abundante presença de artefatos líticos e cerâmicos.
Apesar da relativa escassez de documentos a respeito dos grupos indígenas que habitavam a região quando da chegada dos primeiros europeus, diversas fontes apontam para a presença dos Kaiapós no chamado “Sertão do rio Pardo”. Os primeiros contatos teriam ocorrido no âmbito das expedições bandeiristas que atravessavam a região, ainda entre os séculos XVI e XVII, em busca de jazidas de metais preciosos e indígenas para escravização nas plantações das vilas do planalto e litoral paulista. Ainda que constem relatos de que os Kayapó apresentavam grande resistência às investidas europeias no século XVIII, sendo considerados guerreiros temidos tanto pelos portugueses quanto por outras tribos indígenas, os mesmos foram paulatinamente escravizados, mortos ou expulsos para áreas mais interioranas do território brasileiro.

### Colonização Portuguesa: parada de viajantes e surgimento das primeiras fazendas
A primeira menção escrita à região onde fica a atual Batatais data da última década do século XVI. Entre 1594 e 1599, uma expedição bandeirista liderada por Afonso Sardinha teria alcançado as margens do Rio Jeticaí, atual Rio Grande. Ao se deslocarem pelo interior do continente, as já mencionadas expedições bandeiristas fizeram uso de rotas fluviais e terrestres conhecidas há séculos pelos indígenas locais, o que demonstra a dimensão das interações entre europeus e ameríndios durante os primeiros séculos de colonização. Essas rotas que cruzavam o nordeste paulista em direção ao interior dos atuais estados de Minas Gerais e Goiás ficaram conhecidas na época como Caminho do Anhanguera, Estrada dos Goyases ou mesmo Caminho de Goiás. A descoberta de minas auríferas nessas regiões entre as décadas de 1690 e 1720 contribuiu para a formação de diversos povoados, fazendas de gado e pousos ao longo desse caminho, visto que era do interesse da administração colonial assegurar a posse dessas terras. Atuando principalmente como pontos de paragem de tropas e viajantes em direção às minas de ouro, esses primeiros núcleos deram origem a diversos municípios atualmente existentes no nordeste paulista, como Batatais e Franca.
Como parte dessa política de povoamento das terras marginais do trecho paulista do Caminho do Anhanguera, o governo da Capitania de São Paulo – instituído em 1720, após a Coroa Portuguesa decidir pela cisão da Capitania de São Paulo e Minas de Ouro – concedeu diversas sesmarias e direitos de passagens nas margens dos rios que cortavam a região. Uma destas doações de sesmarias, datada de 4 de agosto de 1728, é considerada por alguns historiadores como uma espécie de  “certidão de nascimento” de Batatais. Através deste documento, o governador da Capitania de São Paulo concedeu uma sesmaria com extensão de uma légua em quadra a Pedro da Rocha Pimentel, situada nos “Campos dos Batataes passando o mato no primeiro ribeiro entre o rio Pardo e Sapucai, Caminho dos Goiases”. Por conseguinte, a localidade consta tanto no “Mappa da Capitania de São Paulo” (meados do século XVIII) quanto na “Carta Corographica da Capitania de S. Paulo”(1766), ficando clara sua relação com a rota que seguia em direção ao interior da América Portuguesa. De acordo com a Lista Nominativa de 1779, o pouso chamado de Batatais ainda era pouco habitado, contando com apenas quatro pessoas. Contudo, se somados os outros pousos existentes entre os rios Pardo e Sapucaí, a região já contava com quase setenta habitantes.
Paralelamente, o significado do nome do atual município de Batatais ainda é objeto de bastante discussão entre historiadores. Uma das versões argumenta que o nome da cidade teria origem portuguesa, sendo derivada das plantações de batatas dos caiapós. Uma segunda hipótese afirma que o nome teria origem etimológica tupi, oriunda de “MBOITATA” ou “IMBOITATÁ” (ou Boi-atá ou Boitatá), que representaria uma cobra de fogo, que segundo as crenças indígenas protegia os campos contra os incêndios. Outras versões argumentam que o termo na verdade significaria “rio cascateante entre pedras”, que poderia ser uma referência aos locais onde se achava ouro em superfície, semelhantes às folhas das batateiras.
A decadência das minas auríferas goianas e mineiras, em fins do século XVIII, inicialmente gerou estagnação econômica dos pousos e vilas do nordeste paulista, uma vez que estas dependiam do tráfego contínuo de pessoas em direção àquelas áreas. Por outro lado, essa decadência posteriormente causou uma migração oriunda principalmente das Minas Gerais, ocasionando um aumento populacional e um crescimento de atividades agropecuárias nos povoados entre os rios Sapucaí e Pardo. Com efeito, essas terras eram vistas como adequadas para a criação de bois, com seu clima considerado ameno e pastagens naturais de Cerrado. Ao mesmo tempo, a localização desses pousos em relação a já citada Estrada dos Goyazes fazia com que o escoamento da produção fosse facilitado. Esses novos moradores, chamados nos documentos oficiais de “entrantes”, expandiram as fronteiras agrícolas até então existentes, geralmente próximas das margens da rota para as minas. Por outro lado, visto que muitos destes já eram donos de terras nas Minas Gerais, fazendo com que tivessem mais recursos econômicos dos que já habitavam esses pousos, também cresceu o número de africanos escravizados na região.

### Século XIX: fundação da freguesia do Senhor Bom Jesus da Cana Verde de Batatais e expansão da cafeicultura
Com o crescimento populacional e econômico dos primeiros anos do século XIX, em 1815 é aprovada a instalação da freguesia do Senhor Bom Jesus da Cana Verde de Batatais, abrangendo o território compreendido entre os rios Pardo e Sapucaí – sob jurisdição do município de Mogi-Mirim. Até a construção da igreja matriz, uma pequena e simples igreja de madeira na freguesia servia para a realização dos cultos cristãos, sendo responsável pela paróquia o padre Manoel Pompeu de Arruda. O sucessor deste foi o Padre Bento José Pereira, responsável por solicitar ao Bispado de São Paulo a licença para construir uma igreja matriz, a ser edificada em outro local. Todavia, dois moradores da freguesia, Manoel Bernardes do Nascimento e Antônio José Dias, por não concordarem com o local escolhido para construção da nova igreja – às margens do Ribeirão das Araras –, organizaram uma queixa oficial ao Bispo de São Paulo. De acordo com os relatos, esse impasse só teria sido solucionado quando Germano Alves Moreira e sua esposa, Ana Luiza, posseiros de São Pedro e Sant’ana, doaram o terreno necessário (denominado Campo Lindo de Araras) para a construção da nova matriz, em 1822. Após a concordância oficial do Bispo, as obras tiveram início, sendo inaugurada a igreja em 19 de maio de 1838.

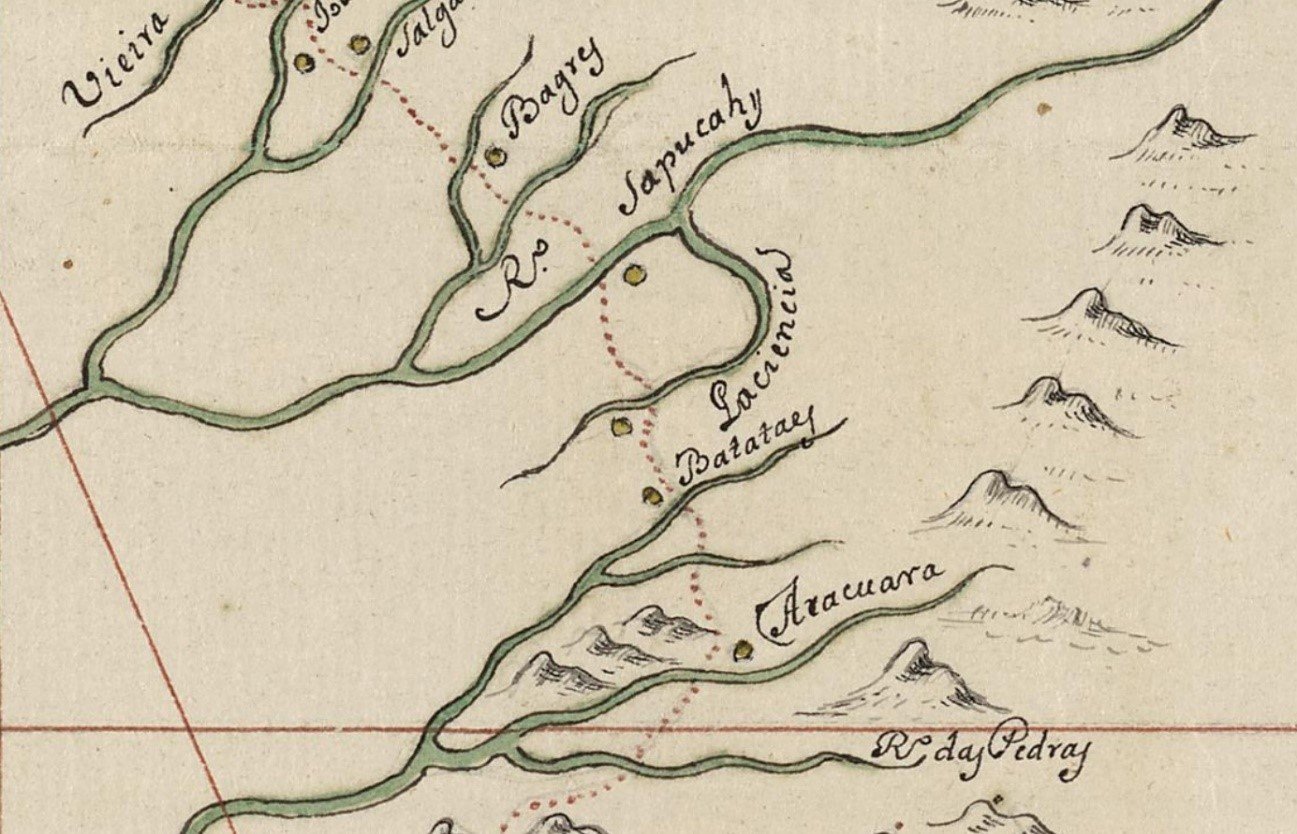
Detalhe do Mappa da Capitania de São Paulo de Francesco Tosi Colombina, datado de meados do século XVIII, mostrando o pouso de "Batataes".

Dezessete anos antes, em 21 de outubro de 1821, a freguesia do Senhor Bom Jesus da Cana Verde de Batatais foi incorporada ao município de Franca. Durante o último ano em que esteve sob jurisdição desse município, em 1838, ocorreu em Franca uma rebelião que entrou para história como “Anselmada”. Organizada pelo Capitão Anselmo Ferreira de Barcellos, um prestigioso dono de terras na região, essa rebelião teria sido motivada pela divergência entre senhores de terra - os quais até então ocupavam os cargos judiciários da região -  e novos magistrados apontados para Franca. Após a supressão da rebelião, com o intuito de julgar os líderes, o governo provincial criou uma nova Comarca, composta pelos termos de Mogi Mirim e Vila Franca do Imperador, sendo então a freguesia de Batatais elevada à categoria de Vila e cabeça deste último termo em 14 de março de 1839, marcando efetivamente a emancipação da localidade. Alegando a necessidade um júri imparcial, o capitão Anselmo e seus aliados foram julgados em Batatais em 9 e 15 de novembro desse ano, sendo todos absolvidos dos crimes de sedição e homicídio.
Ainda que as antigas rotas terrestres e fluviais tenham tido papel primordial no início da ocupação colonial do nordeste paulista, na década de 1840 já havia discussões a respeito da precariedade dos mesmos. Há registros de requerimentos feitos na Assembleia Legislativa Provincial para a construção de uma ponte no rio Pardo, bem como dois atalhos, com o objetivo de desviar de trechos de locomoção mais complicada. Paralelamente, em 1852 foi erigida a Casa de Câmara e Cadeia de Batatais, após repasse financeiro da Assembleia e de doadores particulares.
Até o início da década de 1870, Batatais permaneceu uma vila voltada principalmente para a criação de gado. De acordo com o “Almanak da Província de São Paulo para o ano de 1873”, a vila contava com quarenta e quatro fazendeiros, um advogado, dois farmacêuticos, doze comerciantes, dois alfaiates, quatro carpinteiros, dois ferreiros, dois pedreiros, seis sapateiros e quatro seleiros. Desses fazendeiros, apenas um se dedicava ao plantio de café, e mesmo assim como uma atividade secundária em relação à pecuária. Contudo, a partir dessa mesma década, toda a região foi paulatinamente se transformando em uma área produtora de café, sendo conhecida na época como “Novo Oeste Paulista”. O desenvolvimento da atividade cafeeira fez com que esta região (bem como todo o estado de São Paulo) passasse por profundas transformações econômicas e sociais nas últimas décadas do século XIX, tanto pela construção das estradas de ferro, que ligavam o interior ao litoral, seja pela chegada de imigrantes oriundos da Itália, Espanha e de outros países, que vinham para substituir a mão de obra escravizada nas lavouras cafeeiras. A elevação da vila de Batatais à categoria de cidade se deu justamente nesse período de mudanças, através da Lei provincial nº 20, de 8 de abril de 1875.
Ainda a respeito da vinda de colonos europeus para o nordeste paulista, cabe ressaltar que o município de Batatais tornou-se um dos principais focos da imigração italiana durante a segunda metade do século XIX, processo até hoje visível em elementos arquitetônicos e etimológicos espalhados pela cidade. A Festa de San Gennaro é comemorada anualmente no município, sendo apresentados shows musicais, comidas típicas e exposições de objetos e fotografias dos colonos e seus descendentes.

### Estrada de Ferro da Mogiana e a influência política de Batatais durante a República Velha
A construção de estradas de ferro nas zonas denominadas Central, Mogiana e Paulista aconteceu após o estabelecimento das fazendas produtoras de café. A ferrovia, portanto, era implantada justamente para substituir o transporte das cargas pelas tropas, de forma a otimizar a ligação entre os centros produtivos e o Porto de Santos, reduzindo seus custos. A Linha do Rio Grande foi inaugurada em seu primeiro trecho em 1886, e em dois anos, foi estendida até a freguesia de Santo Antônio da Rifaina, onde cruzava o rio Grande e mudava o nome para Linha do Catalão. Com a estação Batataes inaugurada em 1886, ocorreu a chegada da então linha-tronco da Mogiana, facilitando a comunicação da cidade com São Paulo e Santos. Em fins de 1939, foi inaugurado um novo prédio, mais moderno, para a estação. A demolição da estação velha começou já no início do ano seguinte, demonstrando que não ocupavam o mesmo espaço, ainda que certamente não muito distantes. A desativação da linha ferroviária provocou o consequente abandono dessa estação, tendo ela servida ainda como sede de serviços públicos a partir da década de 1980. Nessa mesma época, a Linha do Rio Grande acabaria extinta como um todo. Atualmente, o conjunto edificado e “Estação Cultura Editor José Olympio” e demais imóveis pertencentes à massa falida da antiga FEPASA foram tombados pelo município de Batatais, de acordo com o Decreto nº 3591 de 30 de abril 2018.
Além das mudanças sociais e econômicas ocorridas nas últimas décadas do século XIX, também vale ser mencionada a presença de dois dos principais nomes da política nacional brasileira na República Velha: Washington Luís e Altino Arantes. O primeiro, nascido em Macaé em 1870, mudou-se para Batatais após convite de um colega da faculdade de Direito, atendendo processos que envolviam os ricos fazendeiros cafeicultores da região. Em 1894, redigiu o Código de Posturas ou Leis de Batatais, sendo eleito vereador no ano seguinte e tornando-se presidente da Câmara em 1897. Suas conexões políticas locais, bem como seu empenho pela manutenção e limpeza das vias públicas, fez com que fosse indicado ao cargo de Intendente Municipal entre 1897 e 1899. Sua administração ficou marcada por ações notáveis em prol da urbanização de Batatais, sendo implementado um sistema de descarte de esgotos, troca e ampliação do sistema de iluminação, implementação de placas com nomes das vias e números nas residências, entre outras medidas. Altino Arantes, por sua vez, nasceu em Batatais em 1876. Exerceu quatro mandatos de deputado federal entre as três primeiras décadas do século XX, sendo também governador do Estado de São Paulo entre 1916 e 1920.

### Séculos XX e XXI: do declínio do café ao predomínio da indústria açucareira
A variação do preço internacional do café a partir da década de 1890 e início do século XX, muito em parte causadas por vários momentos de superprodução do produto, desestabilizavam toda a cafeicultura paulista. Essa instabilidade, combinada com a crise econômica mundial de 1929, também impactou as outrora extensas propriedades de terra de Batatais, levando muitos fazendeiros a vender partes de suas fazendas como forma de pagar parte das dívidas que contraíram. Para além do surgimento de diversas pequenas e médias propriedades, já não mais exclusivamente dedicadas ao cultivo do café, essa época também ficou marcada por um significativo êxodo rural em todo o nordeste paulista.
A perda de importância econômica do café em Batatais também proporcionou um pequeno processo de industrialização, representado por algumas empresas de metalurgia, assim como o início da plantação da cana-de-açúcar em diversas propriedades agrícolas. A partir das décadas de 1950 e 1960, a área urbana de Batatais começou a se expandir em direção às áreas de várzea do Córrego do Capão, mais baixas do que o núcleo original da antiga freguesia. O crescimento do município ao longo da segunda metade do século XX se deu em parte pelo próprio crescimento da indústria açucareira, bastante incentivada pela política federal denominada Programa Nacional do Álcool. Com a instalação de grandes usinas de produção de açúcar na região a partir da década de 1980, Batatais e outras cidades do nordeste paulista seguiram em um contínuo crescimento urbano, atraindo migrantes de diversas regiões do país, em especial do Nordeste e Vale do Jequitinhonha.

## Geografia

### Hidrografia
- Rio Sapucaí na divisa com os municípios de São José da Bela Vista, Restinga, Franca e Patrocínio Paulista. Também pertence a bacia hidrográfica do Rio Pardo.

### Acesso rodoviário
- SP-330 - Via Anhanguera
- SP-334 - Rodovia Cândido Portinari
- SP-351 - Rodovia Altino Arantes

### Clima
O clima da cidade é classificado no subtipo climático Cwa na classificação climática de Köppen-Geiger. Tropical (ameno) com inverno seco. Chove principalmente de novembro/março. De acordo com o Centro Integrado de Informações Agrometeorológicas (CIIAGRO-SP), que possui uma estação meteorológica no município desde fevereiro de 2002, a menor temperatura registrada na cidade ocorreu em 5 de agosto de 2011, com mínima de 0 °C, e a maior chegou a 41 °C em dezembro de 2006, nos dias 23 e 25. O maior acumulado de chuva em 24 horas atingiu 100 mm em 13 de fevereiro de 2006.
| Dados climatológicos para Batatais                                                                 | Dados climatológicos para Batatais | Dados climatológicos para Batatais | Dados climatológicos para Batatais | Dados climatológicos para Batatais | Dados climatológicos para Batatais | Dados climatológicos para Batatais | Dados climatológicos para Batatais | Dados climatológicos para Batatais | Dados climatológicos para Batatais | Dados climatológicos para Batatais | Dados climatológicos para Batatais | Dados climatológicos para Batatais | Dados climatológicos para Batatais |
| Mês                                                                                                | Jan                                | Fev                                | Mar                                | Abr                                | Mai                                | Jun                                | Jul                                | Ago                                | Set                                | Out                                | Nov                                | Dez                                | Ano                                |
| -------------------------------------------------------------------------------------------------- | ---------------------------------- | ---------------------------------- | ---------------------------------- | ---------------------------------- | ---------------------------------- | ---------------------------------- | ---------------------------------- | ---------------------------------- | ---------------------------------- | ---------------------------------- | ---------------------------------- | ---------------------------------- | ---------------------------------- |
| Temperatura máxima recorde (°C)                                                                    | 39,8                               | 39,9                               | 35,9                               | 33,8                               | 31,7                               | 30,9                               | 33                                 | 34,1                               | 38,2                               | 38,3                               | 40                                 | 41                                 | 41                                 |
| Temperatura máxima média (°C)                                                                      | 29,7                               | 30,6                               | 29,6                               | 28,6                               | 26,3                               | 25,7                               | 26,3                               | 27,9                               | 30,4                               | 30,8                               | 30,1                               | 30,1                               | 28,8                               |
| Temperatura mínima média (°C)                                                                      | 19,7                               | 19,5                               | 19,4                               | 17,5                               | 13,9                               | 12,9                               | 12,1                               | 13,7                               | 16,1                               | 18,4                               | 18,7                               | 19,6                               | 16,8                               |
| Temperatura mínima recorde (°C)                                                                    | 12,5                               | 12,9                               | 14,1                               | 8,6                                | 2,7                                | 0,4                                | 0,6                                | 0                                  | 5,1                                | 8,5                                | 11,1                               | 13,6                               | 0                                  |
| Precipitação (mm)                                                                                  | 294,9                              | 184,2                              | 149,7                              | 67,2                               | 55,6                               | 21,3                               | 13,5                               | 11,6                               | 44,6                               | 119,8                              | 181,9                              | 249,2                              | 1 393,5                            |
| Fonte: CIIAGRO-SP (recordes de temperatura: 20/02/2002-presente; médias climatológicas: 2002-2020) |                                    |                                    |                                    |                                    |                                    |                                    |                                    |                                    |                                    |                                    |                                    |                                    |                                    |

## Demografia

### Dados do Censo - 2010
População Total: 59.654
- Densidade demográfica (hab./km²): 60,08
- Mortalidade infantil até 1 ano (por mil): 10,78
- Expectativa de vida (anos): 74,20
- Taxa de fecundidade (filhos por mulher): 2,52
- Taxa de Alfabetização: 92,54%
- Índice de Desenvolvimento Humano (IDH-M): 0,825
- IDH-M Renda: 0,757
- IDH-M Longevidade: 0,820
- IDH-M Educação: 0,899

(Fonte: IPEADATA)

## Política e administração
- Lista de prefeitos e vereadores de Batatais

## Infraestrutura

### Comunicações
O sistema de telefones automáticos foi inaugurado na cidade pela Companhia de Telecomunicações do Brasil Central (CTBC), que também implantou o sistema de discagem direta à distância (DDD) em 1977 com o código de área (016).

## Turismo

### Atrações turísticas
Dentre as atrações turísticas, se destacam as obras do pintor Cândido Portinari, com seu maior acervo sacro, entre pinturas e afrescos, exposto no Santuário Bom Jesus da Cana Verde. Localizada no centro da cidade, o santuário está situado a 16 quilômetros de sua cidade natal, Brodowski. São 23 obras, incluindo 2 retratos: Os Milagres de Nossa Senhora; Via Sacra (composta de 14 quadros); Jesus e os Apóstolos; A Sagrada Família; Fuga para o Egito; O Batismo e Martírio de São Sebastião.
Devido ao seu significado artístico e histórico, o conjunto de 14 quadros da Via Sacra, pintados por Cândido Portinari em 1954, foram tombados pelo IPHAN (Instituto do Patrimônio Histórico e Artístico Nacional) e pelo CONDEPHAAT (Conselho de Defesa do Patrimônio Histórico, Arqueológico, Artístico e Turístico do Estado de São Paulo).
A nível municipal, Batatais conta com mais 6 bens tombados pelo Conselho do Patrimônio Histórico, Artístico e Cultural (COMPHAC):
- Estação Cultura "Editor José Olympio” e demais imóveis pertencentes à massa falida da antiga FEPASA (Antiga Estação Ferroviária Batataes) - Decreto Municipal nº 3591 de 30/04/2018;
- Prédio do Centro Cultural “Professor Sérgio Laurato” - Decreto Municipal nº 3562 de 03/01/2018;
- “Associação Beneficente Recreativa Operária” - Decreto Municipal nº 3495 de 07/07/2017;
- Estádio de Futebol “Dr. Oswaldo Scatena” - Decreto Municipal nº 3494 de 07/07/2017;
- Santuário “Bom Jesus da Cana Verde” e da Praça “Cônego Joaquim Alves” - Decreto Municipal nº 3478 de 19/05/2017;
- Complexo da Floresta Estadual de Batatais (Horto Florestal) - Decreto Municipal nº 3464 de 22/03/2017

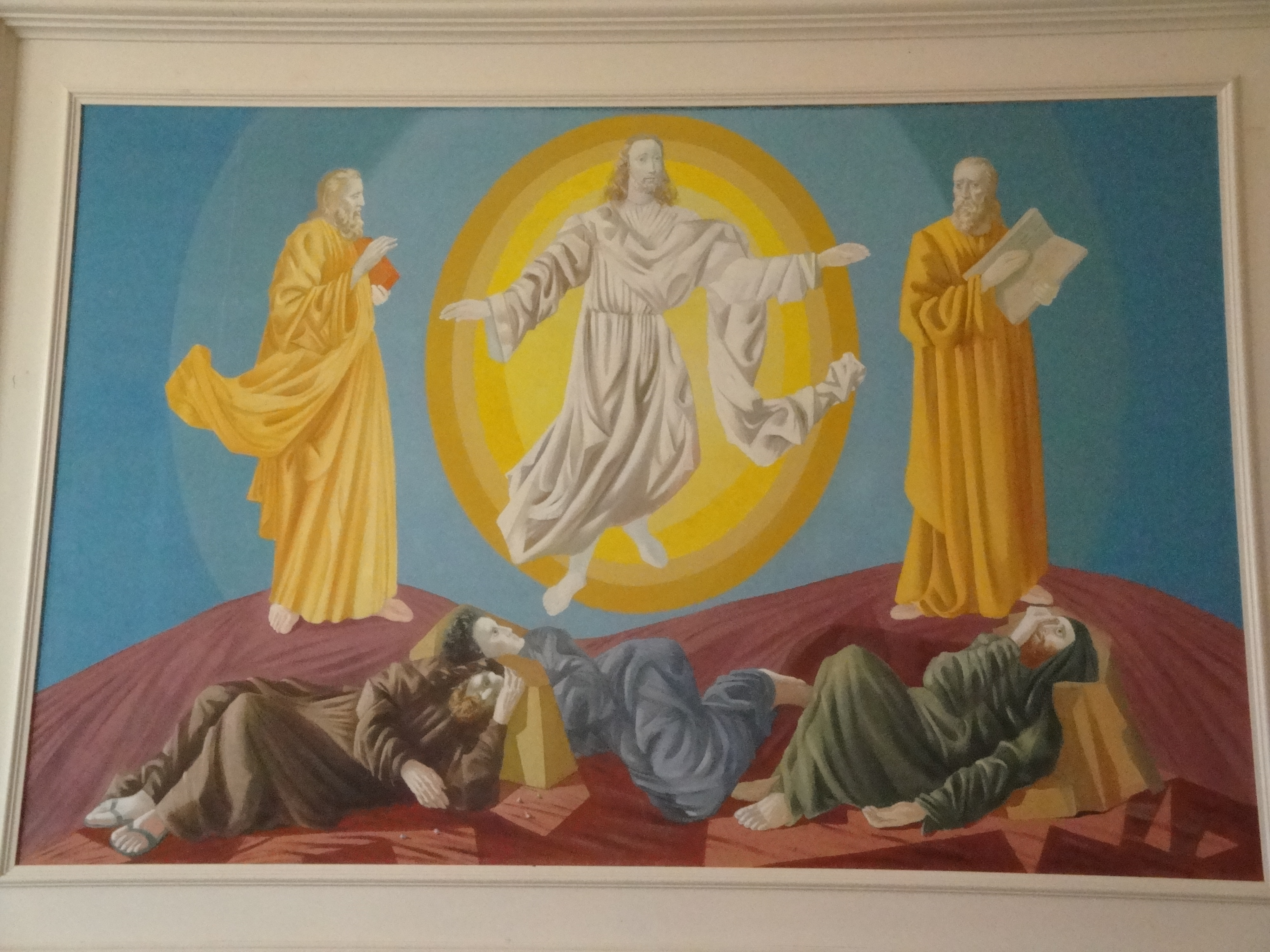
Transfiguração, quadro pintado por Cândido Portinari e exposto na Igreja Matriz do Bom Jesus da Cana Verde.

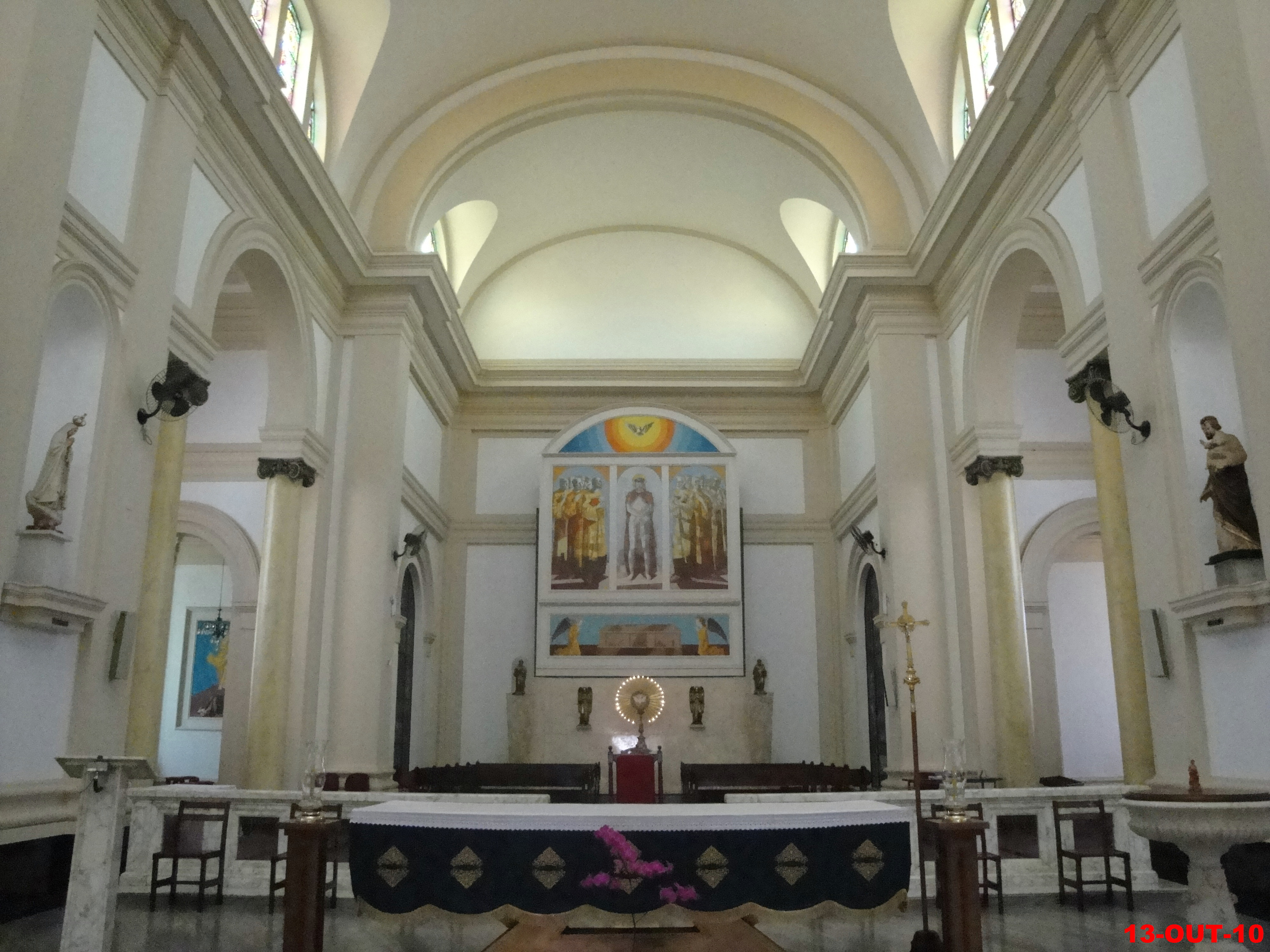
Interior da Igreja Matriz do Bom Jesus da Cana Verde, onde estão expostas as pinturas de Cândido Portinari.

Cândido Portinari (1903-1962).

## Batataenses ilustres
- Afonso Celso Garcia da Luz;  jornalista, advogado e político brasileiro;
- Altino Arantes Marques, político;
- Maestro Major Antão Fernandes; mestre de música, autor da marcha batida Hino Nacional Brasileiro;
- Marcelo Batatais, futebolista;
- José Guilherme Baldocchi, futebolista campeão mundial com a Seleção Brasileira em 1970;
- Algisto Lorenzato, futebolista brasileiro da Seleção Brasileira em 1938;
- Flávia Nori Bombonato, maestrina;
- Capitã Altamira, veterana da Segunda Guerra Mundial;
- José Olympio, fundador da Livraria José Olympio Editora;
- Oriovisto Guimarães; economista, empresário e político brasileiro
- José dos Santos Lopes, futebolista que atuou pela Seleção Brasileira na Copa do Mundo de 1938.

## Religião

### Cristianismo
O Cristianismo se faz presente na cidade da seguinte forma:

#### Igreja Católica
- A igreja faz parte da Arquidiocese de Ribeirão Preto.[47]

#### Igrejas Evangélicas
Entre as igrejas protestantes históricas, pentecostais e neopentecostais, encontram-se na cidade:
- Assembleia de Deus Ministério do Belém.[50][51]
- Congregação Cristã no Brasil.[52]